# Live (álbum de Vanessa Paradis)
Live es el primer álbum en vivo de la cantante francesa de pop, Vanessa Paradis, lanzado el 28 de febrero de 1994.
Este álbum fue certificado oro en Francia por más de 100 000 copias vendidas.

## Listado de canciones
| LP original |                                 |                          |          |  |
| N.º         | Título                          | Música                   | Duración |  |
| 1.          | «Natural High»                  | Kravitz                  | 4:55     |  |
| 2.          | «Les Cactus»                    | Lanzmann                 | 2:47     |  |
| 3.          | «Marilyn & John»                | Longolff, Roda Gil       | 4:09     |  |
| 4.          | «As Tears Go By»                | Jagger, Oldham, Richards | 3:59     |  |
| 5.          | «Tandem»                        | Gainsbourg, Langolff     | 3:44     |  |
| 6.          | «Dis Lui Toi Que Je T'Aime»     | Gainsbourg, Langolff     | 4:25     |  |
| 7.          | «Joe le Taxi»                   | Langolff, Roda Gil       | 4:15     |  |
| 8.          | «La Vague À Lames»              | Gainsbourg, Langolff     | 4:35     |  |
| 9.          | «Maxou»                         | Langolff, Roda Gil       | 4:28     |  |
| 10.         | «Sunday Mondays»                | Hirsch, Kravitz          | 3:48     |  |
| 11.         | «Silver and Gold»               | Kravitz                  | 2:48     |  |
| 12.         | «Gotta Have It»                 | Hirsch, Kravitz, Ross    | 2:32     |  |
| 13.         | «Lonely Rainbows»               | Hirsch, Kravitz          | 2:34     |  |
| 14.         | «I'm Waiting for the Man»       | Reed                     | 3:34     |  |
| 15.         | «Be My Baby»                    | DeVeaux, Kravitz         | 3:50     |  |
| 16.         | «Just as Long as You Are There» | Hirsch, Kravitz          | 6:03     |  |
| 58:66       |                                 |                          |          |  |

## Posicionamiento
| Listas (1994)         | Posición |
| --------------------- | -------- |
| Belgian Albums (IFPI) | 4        |
| French Albums (SNEP)  | 7        |

## Créditos
- Osama Afifi — Bajo
- Nathalie Baylauco — Diseño
- Claude Gassian — Fotografía
- Franck Langolff — Compositor
- Jack Petruzzelli — Guitarra
- Etienne Roda-Gil — Compositor
- Butch Thomas — Saxófono
- Anthony Wilson — Guitarra
- Derin Young — Voz